# Fermati, o mamma spara
Fermati, o mamma spara (Stop! Or My Mom Will Shoot) è un film del 1992 diretto da Roger Spottiswoode, con protagonisti Sylvester Stallone ed Estelle Getty.
La pellicola è uscita nelle sale cinematografiche statunitensi il 21 febbraio 1992.

## Trama
Il sergente della polizia di Los Angeles Joe Bomowski riceve la visita della madre Tutti. La signora è sempre stata molto invadente ed impicciona con il proprio figlio, il quale non fa di certo i salti di gioia nel rivederla. La donna comincia così a sistemare e pulire la casa di Joe, compiendo anche disastri, come quando lava la sua pistola con il detersivo, danneggiandola irreparabilmente. Mentre passeggia, Tutti nota un tizio che vende armi sulla strada dinanzi ad un furgone: pensa così di rimediare al suo sbaglio, comprando una nuova pistola al figlio.
Appena s'allontana, soddisfatta dell'acquisto, nota un'auto che passa davanti al furgone e che spara alcuni colpi di pistola, uccidendo un uomo; così Tutti riferisce l'accaduto al figlio, il quale comprende, con gran frustrazione, che la madre dovrà restare lì a lungo. Tutti prende conoscenza anche nell'ambiente di lavoro di Joe: stringe amicizia con il tenente Gwen Harper, superiore di Joe ed un tempo sua fidanzata, s'intromette anche nelle indagini del poliziotto Ross, che così litiga con Joe.
Il caso vuole che proprio Tutti scopra che dietro l'omicidio al quale ha assistito ci sia un traffico clandestino di armi. Si scopre poi che al capo di questa associazione clandestina c'è un uomo d'affari tanto affascinante quanto insospettabile, Parnell. Joe cerca così di dare la caccia a questo boss, ma deve fare i conti anche con la madre Tutti, che lo segue in tutti i modi anche nelle situazioni più critiche e pericolose. Alla fine sarà anche grazie alla madre se Joe riuscirà a catturare Parnell e la sua banda di criminali e, sempre grazie a Tutti, Joe e Gwen riprendono la loro relazione.

## Produzione
La pellicola è stata girata interamente in California, nelle località di Los Angeles, Long Beach, Downtown e Santa Rosa; per le scene della casa di Joe venne scelta la 1124 W di Kensington Road, Los Angeles.

## Budget e Incassi
Il budget per la produzione del film è stato di 45 milioni di dollari, nonostante le critiche negative, la pellicola ha avuto un discreto successo, incassando 70.611.210 dollari a livello mondiale. Il film però ha avuto più successo all'uscita in VHS e DVD.

## Critica
Il film ha ricevuto recensioni estremamente negative, sulla base di 23 recensioni ha avuto il 14% di recensioni positive su Rotten Tomatoes.
Sylvester Stallone sostiene che questo è "il film peggiore che lui abbia mai fatto" e durante un'intervista all'Ain't It Cool News ha detto che questo è "uno dei peggiori film mai realizzato in tutto il sistema solare" e che "un Platelminte avrebbe scritto sicuramente un soggetto migliore".
Per Il Morandini è una "Fiacca incursione di S. Stallone nella commedia: manca il pepe della cattiveria", mentre secondo Leonard Maltin è una "commedia d'azione basata su un'unica trovata che presto esaurisce le sue forze; il personaggio della Getty, che dovrebbe essere divertente, risulta invece assai sgradevole."